# Osteogeneiosus militaris
Osteogeneiosus militaris — єдиний вид роду Osteogeneiosus родини Арієві ряду сомоподібних. Інша назва «сом-вояк».

## Опис
Загальна довжина досягає 35 см. Голова витягнута, коротка, сплощена зверху. Очі невеличкі. Є 1 пара жорстких, гострих, довгих вусів, що розташовано на верхній щелепі. Тулуб великий, гладкий, в області хвоста витягнутий. Спинний плавець піднятий догори, основа коротка. Грудні плавці короткі, помірно широкі. Анальний плавець довгий. Жировий плавець маленький. Хвостовий плавець широкий, зубчастий.
Забарвлення сріблясто-кремове у верхній частині, оливкове — у нижній частині. Плавці мають рожевий відтінок.

## Спосіб життя
Є солоноводно-морським сомом, але зустрічається в прісних водах. Воліє до прибережних вод, естуаріїв, гирл річок. Живиться водними безхребетними і дрібною рибою.
Є об'єктом місцевого рибальства.

## Розповсюдження
Мешкає уздовж узбережжя від Пакистану до Малайзії.